# ذات الأسنان الحرابية
ذات الأسنان الحرابية (الاسم العلمي: Homotherini) هي قبيلة منقرضة من الثدييات ذات الأسنان السيفية من فصيلة السنوريات. تعرف بأسم سنوريات حرابية الأسنان. وكانت سنوريات سيفية الأنياب مستوطنة في أمريكا الشمالية وأوروبا وآسيا وأفريقيا وأمريكا الجنوبية من العصر الميوسيني إلى البليستوسين أي من 23 مليون سنة حتى 12,000 سنة.